# Perro suelto

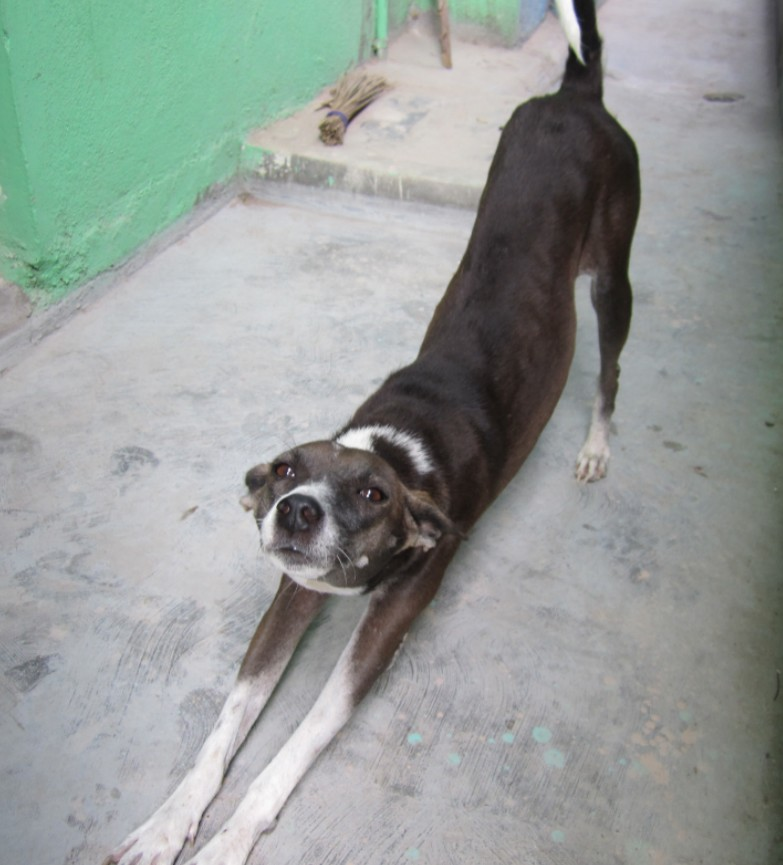
Un perro callejero indio

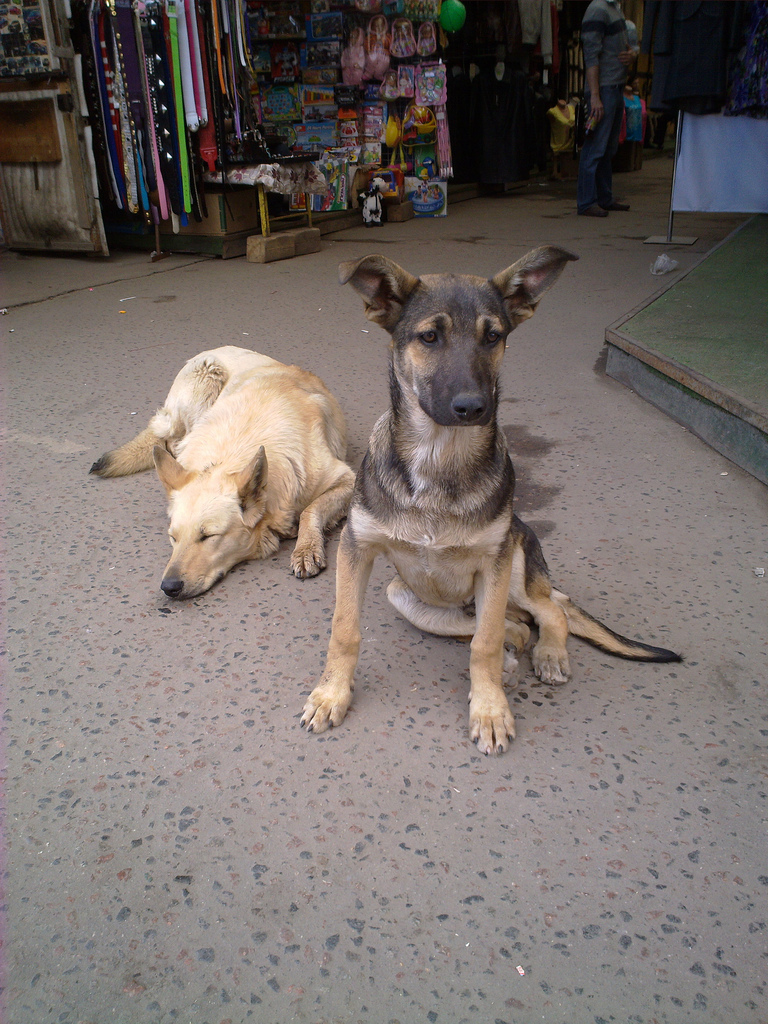
Dos perros callejeros en las afueras de Moscú, Rusia

Un perro que anda suelto es un perro que no está confinado en un patio o una casa. Los perros que andan en libertad incluyen perros callejeros, perros de pueblo, perros cimarrones, perros salvajes, etc., y pueden tener dueño o no. Se estima que la población mundial de perros es de 900 millones, de los cuales alrededor del 20% se consideran mascotas y, por lo tanto, se encuentran retenidos.

## Origen
Se estima que la población mundial de perros es de 900 millones y está aumentando.Sólo el 17–24% de los perros viven como mascotas de manera confinada, en los países desarrollados, mientras que en el mundo en desarrollo los perros como mascotas son poco comunes pero hay muchos perros de aldea, comunitarios o salvajes. La mayoría de estos perros viven toda su vida como carroñeros. un estudio muestra que su respuesta más común cuando se les acercan extraños es huir (52%) o responder agresivamente (11%).  Se sabe poco sobre estos perros, o sobre los perros que viven en países desarrollados y que son salvajes, callejeros o que están en refugios, ya que la mayoría de las investigaciones modernas sobre la cognición canina se han centrado en perros domésticos que viven en hogares humanos.

## Categorías de perros
Existe confusión con los términos utilizados para categorizar a los perros. Los perros pueden clasificarse según si tienen un dueño o una comunidad de dueños, la libertad con la que pueden moverse y las diferencias genéticas que tienen con otras poblaciones de perros debido a la separación a largo plazo.

### Perros con dueño
Los perros con dueño son perros de "familia". Tienen un dueño identificable, suelen estar socializados y no se les permite vagar libremente.   Están restringidos a determinadas zonas exteriores o interiores. Tienen poco impacto sobre la vida silvestre, a menos que acompañen a los humanos a áreas naturales. 
Los perros domésticos son todas las razas de perros (excepto los dingos ) criados, mantenidos y alimentados selectivamente por humanos. Pueden ser mascotas, perros guardianes, perros guardianes de ganado o perros de trabajo. Los perros domésticos también pueden comportarse como perros salvajes si no se les controla adecuadamente o se encuentran en libertad. 

### Perros con dueños en libertad
Un perro que anda suelto es un perro que no está confinado en un patio o una casa. Los perros que viven en libertad son cuidados por un solo dueño o una comunidad de dueños y pueden deambular libremente.   Entre ellos se incluyen los "perros de pueblo", que viven en zonas rurales y en asentamientos humanos. Estos no están confinados. Sin embargo, rara vez abandonan los alrededores del pueblo. Se incluyen aquí también los "perros rurales sueltos", que también viven en zonas rurales y en asentamientos humanos. Estos son propios o están asociados a viviendas y no están confinados. Entre ellos se incluyen perros de granja y de pastoreo que se desplazan por zonas específicas.

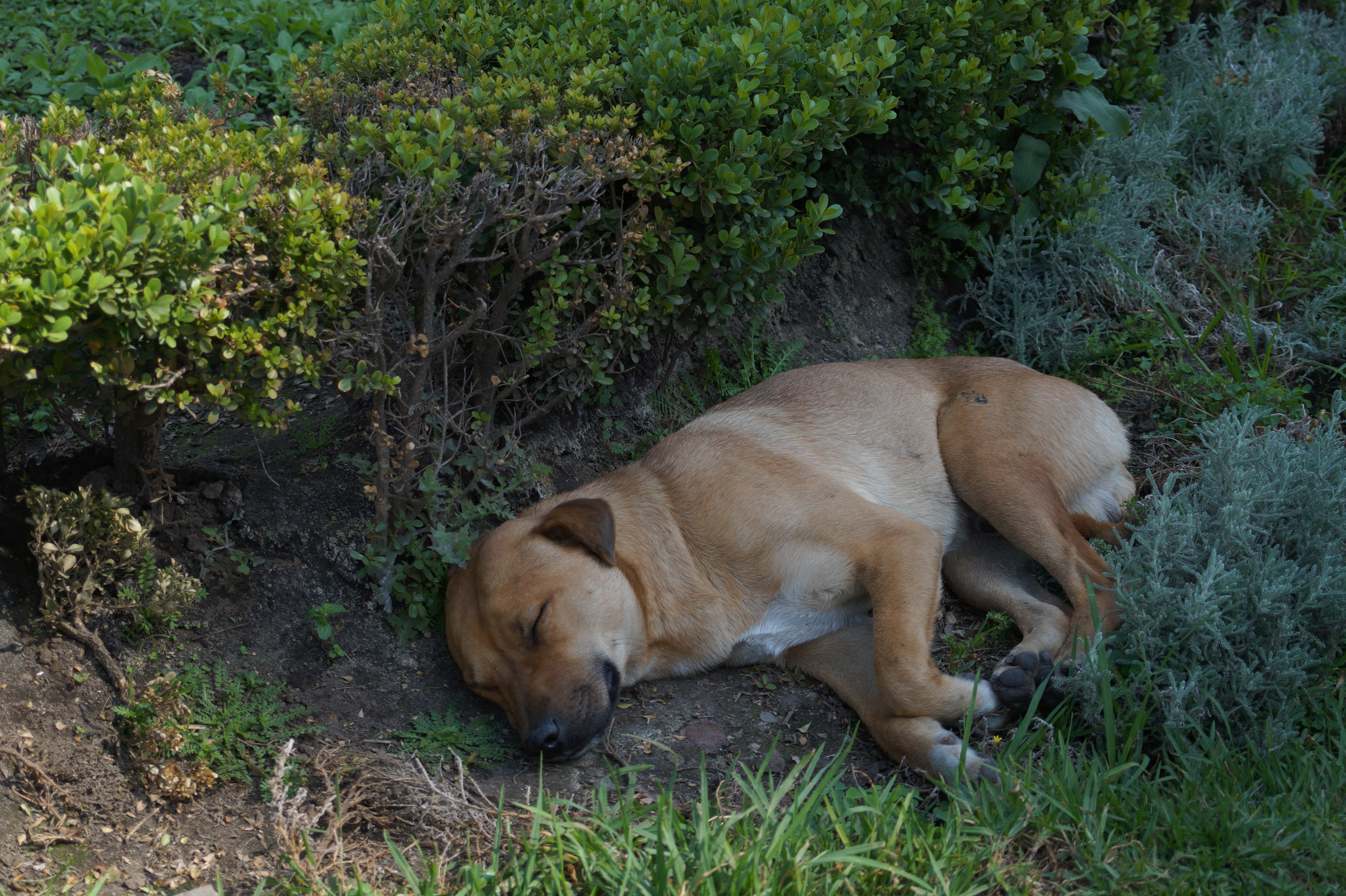
Un perro atendido por la comunidad, en Alameda Central, CDMX.

### Perros callejeros
Se llama perro callejero a aquel perro que habita en un ambiente urbano y no está controlado directamente ni confinado por seres humanos, por lo que merodea libremente en las calles.
Estos animales se alimentan casi de cualquier cosa que encuentran, por esta razón a menudo suelen infectarse de patógenos, existiendo riesgo de una potencial zoonosis, pero en su mayoría su salud se verá afectada por atropellos, peleas con otros perros y hasta en algunos casos deshidratación. En algunas ocasiones personas les ofrecen comida, sin embargo, los huesos sobrantes de la comida afectan negativamente su aparato digestivo o pueden causar ahogamiento y cuando se les presenta comida en bolsas plásticas es posible que las ingieran pudiendo causar su muerte.
En el día viven en lugares frescos si la temperatura es alta, sin embargo si hace frío prefieren dormir al sol, duermen la mayor parte del día y al atardecer se reactivan para buscar alimento y agua, recorriendo varios kilómetros inclusive, cuando se agotan durante las noches buscan un lugar que mantenga el calor de sus cuerpos; no obstante, no siempre encuentran refugio y deben soportar las bajas o altas temperaturas.
Buena parte de los perros  callejeros, pertenecían a familias que optaron por abandonarlos.

### Perros cimarrones

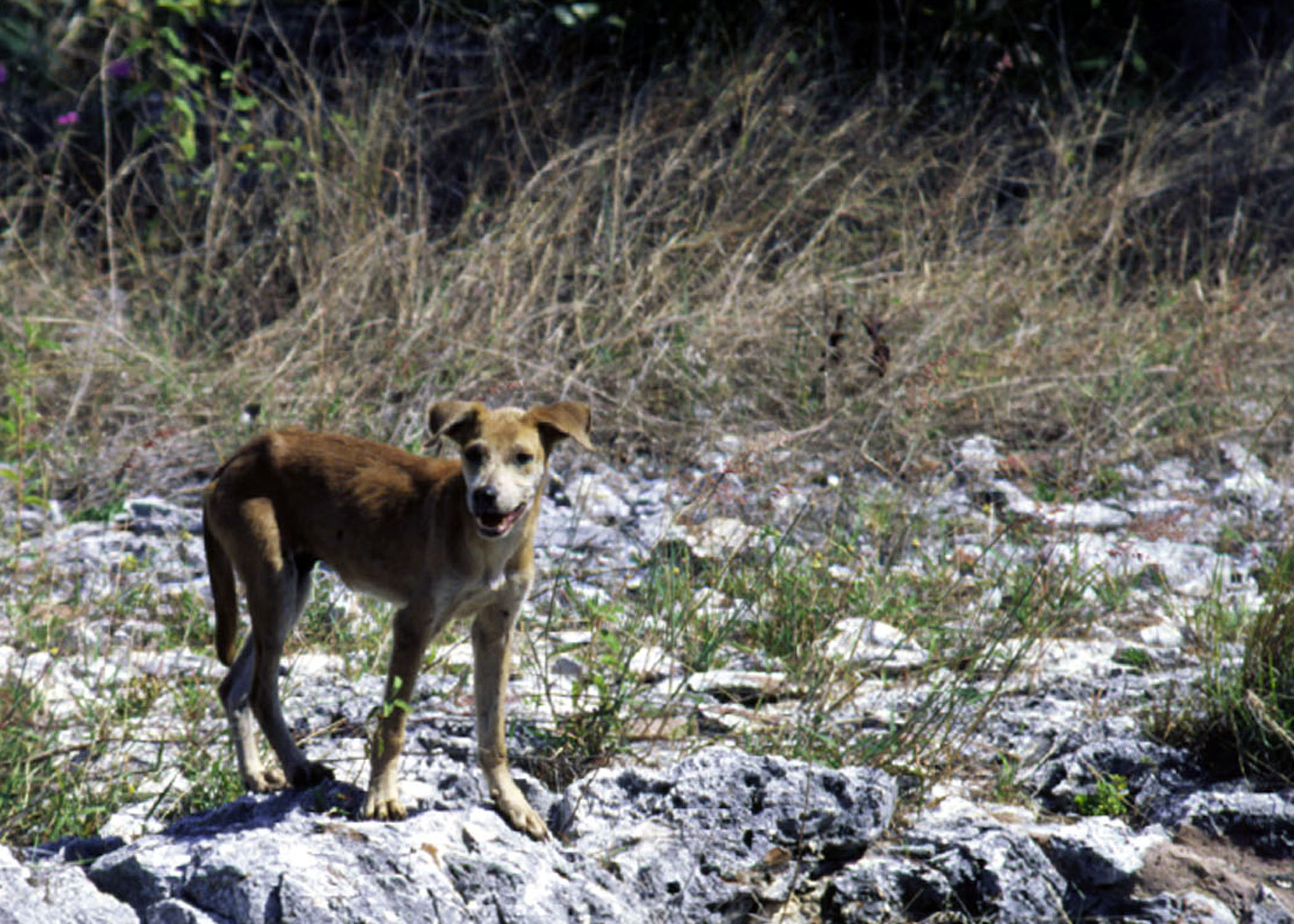
Un perro cimarrón de la isla de Navaza en el Caribe.

El término "cimarrón" puede utilizarse para describir a aquellos animales que han pasado por el proceso de domesticación pero han regresado a un estado salvaje. "Domesticado" y "socializado" (domesticado) no significan lo mismo, ya que es posible que un animal individual de una especie domesticada sea salvaje y no domesticado, y es posible que un animal individual de una especie salvaje sea socializado para vivir con humanos. 
Los perros cimarrones se diferencian de otros perros porque no tuvieron contacto humano cercano al principio de sus vidas (socialización).  Los perros cimarrones viven en estado salvaje sin alimento ni refugio proporcionados intencionalmente por los humanos y muestran una continua y fuerte evitación del contacto humano directo. La distinción entre perros callejeros, asilvestrados y sueltos es a veces una cuestión de grado, y un perro puede cambiar su estatus a lo largo de su vida. En algunos casos poco probables pero observados, un perro cimarrón que no nació salvaje sino que vivió con un grupo salvaje puede rehabilitarse y convertirse en un perro doméstico con un dueño. Un perro puede convertirse en callejero cuando escapa del control humano, por abandono o por nacer de una madre callejera. Un perro callejero puede volverse cimarrón cuando se lo obliga a abandonar su entorno humano o cuando es adoptado o aceptado socialmente por un grupo salvaje cercano. La feralización se produce mediante el desarrollo de una respuesta de miedo hacia los humanos. Los perros salvajes no son autosuficientes desde el punto de vista reproductivo, sufren altas tasas de mortalidad juvenil y dependen indirectamente de los humanos para su alimento, su espacio y el suministro de individuos cooptables.

### Perros salvajes
El dingo (Canis familiaris, Canis familiaris dingo, Canis dingo o Canis lupus dingo), es un antiguo linaje (basal) del perro que se encuentra en Australia. Su clasificación taxonómica es debatida, como indica la variedad de nombres científicos que se le aplican actualmente en diferentes publicaciones. Se le ha considerado una forma de perro doméstico que no merece ser reconocida como subespecie, como una subespecie de perro o de lobo (probablemente descendiente del lobo asiático), o como una especie completa por derecho propio.
El dingo es un canino de tamaño medio que posee un cuerpo delgado y resistente adaptado para la velocidad, la agilidad y la resistencia. Las tres principales coloraciones del pelaje del dingo son rojizo claro o marrón, negro y marrón, o blanco crema. El cráneo tiene forma de cuña y parece grande en proporción al cuerpo. El dingo está estrechamente emparentado con el perro cantor de Nueva Guinea o el perro salvaje de las tierras altas de Nueva Guinea: el linaje de todos estos se separó tempranamente del linaje que dio lugar a los perros domésticos actuales, y puede rastrearse a través del archipiélago malayo hasta Asia.
El resto óseo de dingo conocido más antiguo, hallado en Australia Occidental, data de hace 3450 años. Sin embargo, análisis genómicos indican que el dingo llegó a Australia hace 8300 años, pero la población humana que lo trajo sigue siendo desconocida. La morfología del dingo no ha cambiado en los últimos 3500 años, lo que sugiere que no se ha aplicado ninguna selección artificial en este periodo.
El hábitat del dingo abarca la mayor parte de Australia, pero están ausentes en el sureste y en Tasmania, así como en una zona del suroeste. En tanto son los depredadores terrestres de mayor tamaño que existen en Australia, los dingos se alimentan de mamíferos del tamaño incluso del gran canguro rojo, además de aves, reptiles, peces, cangrejos, ranas, insectos y semillas. Los competidores del dingo son los cuoles (autóctonos), y los zorros rojos europeos y gatos cimarrones (introducidos). Una manada de dingos suele estar formada por una pareja, sus crías del año en curso y, a veces, las del año anterior.
Los primeros colonos británicos que se asentaron en Port Jackson en 1788 reportaron la presencia de dingos junto a indígenas australianos, y posteriormente en la isla Melville en 1818, y en la parte baja de los ríos Darling y Murray en 1862, lo que indica que los dingos habían sido parte de algún tipo de domesticación por parte de los aborígenes australianos. Cuando la ganadería empezó a extenderse por Australia a principios del siglo XIX, los dingos empezaron a atacar el ganado ovino y bovino. Desde entonces se han aplicado numerosas medidas de control de la población, con un éxito limitado. El dingo está reconocido como animal autóctono por las leyes de todas las jurisdicciones australianas.
El dingo desempeña un papel destacado en las historias del Tiempo del Sueño de los indígenas australianos; sin embargo, rara vez aparece representado en sus pinturas rupestres en comparación con el extinto tilacino, también conocido como lobo o tigre de Tasmania.

## Impacto ambiental

### Rabia
En 2011, un artículo de prensa sobre la población de perros callejeros publicado por la National Animal Interest Alliance de Estados Unidos decía que hay 200 millones de perros callejeros en todo el mundo y que una "epidemia de rabia" estaba causando un problema de salud pública mundial.  En 2013, la Organización Mundial de la Salud informa que los perros son responsables de la gran mayoría de las muertes humanas por rabia, contribuyendo hasta el 99% de todas las transmisiones de rabia a humanos. La rabia causa decenas de miles de muertes cada año, principalmente en Asia y África. Más de 15 millones de personas reciben vacunas antirrábicas post mordeduras para prevenir la enfermedad. 

### Impacto de la conservación
La creciente cantidad de perros sueltos se ha convertido en una amenaza para el leopardo de las nieves y los osos pardos jóvenes en la meseta tibetana, porque las manadas de perros ahuyentan a estos animales del alimento.  Los perros en libertad suelen ser vectores de enfermedades como la rabia y el moquillo canino, que pueden transmitirse a especies como perros salvajes africanos, lobos, leones y tigres . Además, pueden cruzarse con otros miembros del género Canis, como el lobo gris, el lobo etíope y el dingo, junto con otros fuera del género, como el zorro de las pampas, lo que plantea preocupaciones sobre la pureza genética.[cita requerida]